# Энакин, Дуглас
Дуглас Томас Энакин (англ. Douglas Thomas Anakin, 6 ноября 1930, Чатем-Кент, Онтарио — 25 апреля 2020, Британская Колумбия) — канадский бобслеист, разгоняющий, выступавший за сборную Канады в 1960-е годы. Чемпион зимних Олимпийских игр 1964 года в Инсбруке.

## Биография
Дуглас Энакин родился 6 ноября 1930 года в городе Чатем-Кент, провинция Онтарио. Окончил Университет Куинс, во время учёбы занимался разными видами спорта, в частности, борьбой, футболом, горными лыжами. Позже заинтересовался бобслеем и санным спортом, прошёл отбор в национальную сборную Канады, присоединившись к ней в качестве разгоняющего.
Сразу стал показывать неплохие результаты, благодаря чему удостоился права защищать честь страны на Олимпийских играх 1964 года в Инсбруке, где, находясь в составе четырёхместного экипажа, куда также вошли пилот Виктор Эмери с разгоняющими Джоном Эмери и Питером Кёрби, завоевал золотую медаль. Успех удивил всю бобслейную общественность, поскольку у Канады не было даже своей санно-бобслейной трассы, а спортсмены тренировались в крайне неблагоприятных условиях американского Лейк-Плэсида. На этих же соревнованиях Энакин попробовал выступить в санном спорте, сделал в одиночной программе две попытки, но, показав неудовлетворительное время, отказался от дальнейших заездов.
В бобслее представлял страну вплоть до 1967 года, тем не менее, довольно часто получал травмы и не смог добиться каких-то выдающихся результатов. Конкуренция в сборной сильно возросла, поэтому вскоре Дуглас Энакин принял решение завершить карьеру профессионального спортсмена, уступив место молодым канадским бобслеистам. За свои спортивные достижения занесён в Канадский спортивный зал славы и Канадский олимпийский зал славы. После окончания карьеры в течение девятнадцати лет работал тренером по физической подготовке в колледже имени Джона Эбботта, позже открыл собственный магазин по продаже спортивного инвентаря. Женат, имеет двоих детей и четырёх внуков.